# Vagon restaurant

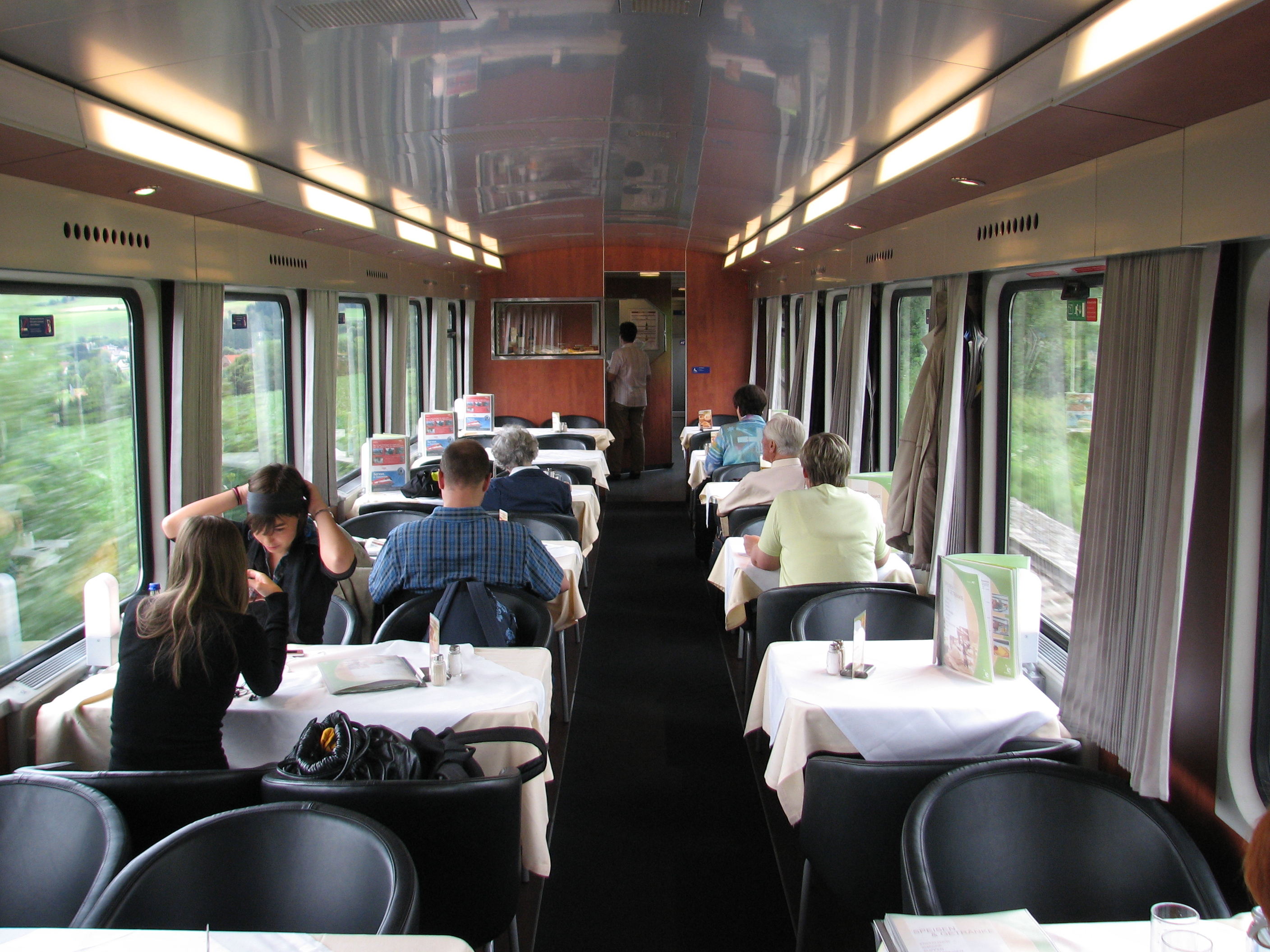
Un vagon restaurant pe un tren inter-city austriac în 2008.

Vagon restaurant, de asemenea, un restaurant, este un vagon de călători care servește mese în maniera unui restaurant cu servicii complete, relaxat.
Este diferit de alte vagoane de serviciu alimentar feroviar care nu dublează experiența restaurantului cu servicii complete, cum ar fi vagon bar, mașini în care se achiziționează alimente de la un tejghea pentru a fi consumate fie în vagon, fie în altă parte a trenului. Vagoanele cu grătar, în care clienții stau pe scaune la o tejghea și cumpără și consumă mâncare gătită pe un grătar în spatele tejghelei, sunt în general considerate a fi un tip „intermediar” de vagon de servit masa.